# Candelario Mancilla

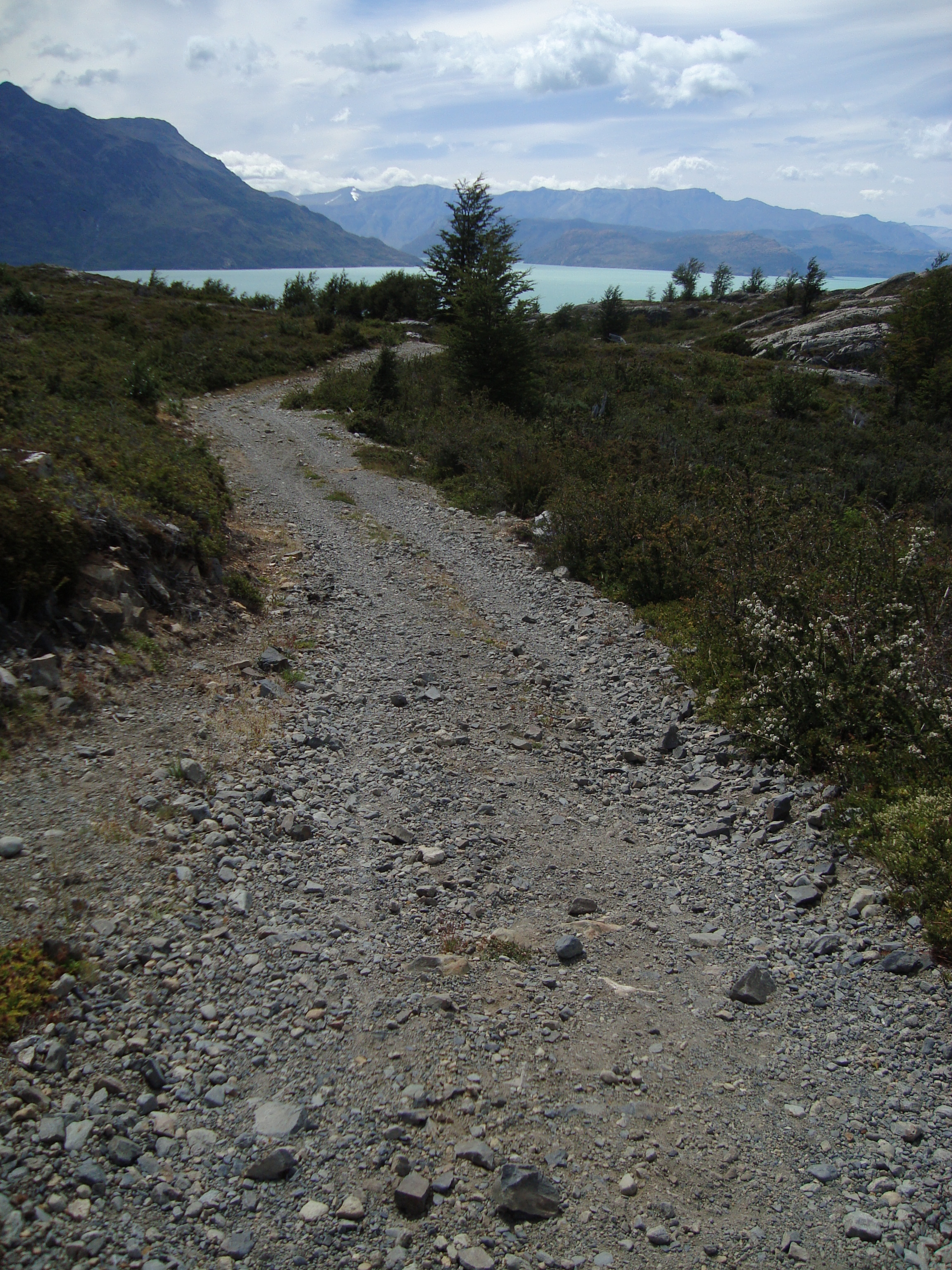
Camino rocoso desde la frontera hasta Candelario Mancilla

Candelario Mancilla es un asentamiento chileno ubicado en la ribera sur del Lago O'Higgins/San Martín, junto a la desembocadura del río Obstáculo, en la Región de Aysén en Chile. Se encuentra a 16 kilómetros del Hito fronterizo IV-0-B, límite con Argentina y es un punto clave en la ruta turística Villa O'Higgins-El Chaltén.
En el lugar vive sólo una familia de pobladores chilenos y una dotación fronteriza de Carabineros de Chile. Su nombre recuerda al pionero José Candelario Mancilla Uribe, que llegó a poblar en el lago O'Higgins en 1927.
Antiguamente, este asentamiento recibió a diversas expediciones de andinistas y científicos que recorrían la zona o transitaban hacia los grandes glaciares del lago. En noviembre de 2001, se abrió el paso fronterizo Dos Lagunas, entre Chile y Argentina, lo que ha aumentado el turismo progresivamente en la zona. En la actualidad, alrededor de dos mil turistas pasan por el asentamiento cada año. Desde el paso fronterizo se puede llegar a la laguna del Desierto caminando por un sendero a pie.
En las cercanías de la frontera se encuentra el aeródromo Laguna Redonda accesible desde la ruta X-915 y se puede divisar el cerro Tobi desde el pueblo. El embarcadero del lugar se denomina "Sofanor Mancilla".

## Historia
José Candelario Mancilla Uribe (1900-1967) fue un pionero chileno del lago O'Higgins que llegó a la zona en 1927 junto a su señora Teresa Mancilla Oyarzún (1906-1992). Ambos habían emigrado desde la ciudad de Puerto Montt a Punta Arenas. Luego de su matrimonio en 1921, trabajaron en estancias de la provincia argentina de Santa Cruz, hasta finalmente llegar al Lago O'Higgins/San Martín en 1927. La pareja tuvo seis hijos, todos nacidos en el lago O'Higgins y uno en Cmte. Luis Piedrabuena, Argentina.
El lugar donde se ubica Candelario Mancilla primero fue poblado por inmigrantes ingleses, y desde 1933 por la familia de Mancilla, quienes llevaron adelante un esforzado trabajo colonizador, junto a decenas de familias dispersas por otros sectores del lago O'Higgins.
José Candelario Mancilla, al igual que los pobladores del lago, demandaron desde los primeros años del poblamiento apoyo estatal para sus familias, sin embargo este siempre fue nulo, debiendo salir adelante con su propio esfuerzo.
Una acción que ha recibido el reconocimiento nacional fue la construcción de la pista de aterrizaje en el sector de Ventisquero Chico, en 1956, que permitió el arribo de vuelos de soberanía de la Fuerza Aérea de Chile, el primer apoyo estatal al poblamiento pionero del lago.
En 1961 se instala el Retén Lago O'Higgins de Carabineros de Chile en tierras cedidas por Mancilla, y años más tarde se producen serios incidentes fronterizos entre las policías chilena y argentina por la soberanía de la zona de Laguna del Desierto, en donde Mancilla realiza un activo apoyo a las unidades chilenas que le valen el reconocimiento de la autoridad presidencial de la época.
Fue la propia familia de Candelario Mancilla quienes le dan el nombre al lugar, que es reconocido por primera vez con la construcción del muelle en 1992. Posteriormente, las guías de viaje y el turismo le han dado el reconocimiento, como un paso obligado para viajeros y aventureros de todo el mundo.

## Actualidad
En la actualidad, los únicos pobladores en el lugar son los descendientes de Candelario Mancilla que residen en la estancia ganadera y turística "Santa Teresita", y la dotación policial de la tenencia "Hernán Merino Correa" de Carabineros de Chile.
El Gobierno Regional de Aysén proyectó preliminarmente el año 2012 la idea de expandir el asentamiento de Candelario Mancilla al incluirlo en la Política Regional de Localidades Aisladas. En 2016, el Ministerio de Bienes Nacionales realiza un loteo en terrenos ocupados por Carabineros, para la eventual instalación de otras instituciones públicas como Policía de Investigaciones de Chile, Armada de Chile, Ejército de Chile y lotes para  un eventual poblamiento
En la ciudad de Coyhaique, Región de Aysén, existe un condominio de tres edificios construidos a fines de los años 60, cuyo nombre es Población Candelario Mansilla, ubicado entre las calles Prat, Lautaro, Cochrane y Errázuriz.